# غاف عاري
غاف عاري (الاسم العلمي: Prosopis nuda)، شجرة تتبع جنس الغاف وفصيلة الفولية. موطنها الباراغواي.